# Blepharis angusta
Blepharis angusta là một loài thực vật có hoa trong họ Ô rô. Loài này được Christian Gottfried Daniel Nees von Esenbeck mô tả khoa học đầu tiên năm 1847 dưới danh pháp Acanthodium angustum. Năm 1863, Thomas Anderson chuyển nó sang chi Blepharis.

## Phân bố
Loài này có trong khu vực đông bắc Nam Phi (các tỉnh Gauteng, Mpumalanga, Limpopo,  North West).